# 01:59PM
"01:59PM"은 2009년 11월 10일에 발표된 대한민국의 음악 그룹 2PM의 첫 정규 음반이다.

## 수록곡
1. My Heart
2. Heartbeat (타이틀곡)
3. 기다리다 지친다 (후속곡)
4. 너에게 미쳤었다
5. Gimme The Light
6. Back 2U
7. All Night Long
8. Heartbeat (Red Light Mix)
9. 10점 만점에 10점 (10/10)
10. Only you (Acoustic Mix)
11. Again & Again
12. 니가 밉다 (Lounge mix)
13. 돌아올지도 몰라 (Bossa nova mix)